# IEC 60228
IEC 60228 es la Norma internacional de la Comisión Electrotécnica Internacional para conductores de cables aislados.
Entre otras cosas, define un sistema de áreas de secciones transversales estándares para este tipo de cables:
| 0.5 mm² | 0.75 mm² | 1 mm²   | 1.5 mm² | 2.5 mm² | 4 mm²    |
| 6 mm²   | 10 mm²   | 16 mm²  | 25 mm²  | 35 mm²  | 50 mm²   |
| 70 mm²  | 95 mm²   | 120 mm² | 150 mm² | 185 mm² | 240 mm²  |
| 300 mm² | 400 mm²  | 500 mm² | 630 mm² | 800 mm² | 1000 mm² |

En aplicaciones de ingeniería es, a menudo, más conveniente describir un conductor eléctrico en términos de área de la sección transversal, que en términos de diámetro, porque la sección transversal es directamente proporcional a su fuerza y peso, e inversamente proporcional a su resistencia eléctrica. El área de la sección transversal también guarda relación con la máxima corriente que un cable puede soportar de forma segura.
Este documento se considera Fundamental ya que no contiene referencias a ninguna otra norma.

## Equivalencias
Este documento es equivalente a:
- CEI 60228
- EN 60228

## Descripción
El documento describe ciertos aspectos de los conductores para cables eléctricos

### Clase
Referida esta a la flexibilidad del conductor
- Clase 1: Conductor sólido
- Clase 2: Conductor de hilos para instalación fija.
- Clase 5: Conductor flexible
- Clase 6: Conductor muy flexible

### Tamaño
El área de la sección transversal nominal(ver abajo) para conductores normalizados, incluyendo lo siguiente:
- Clase 2: Mínimo número de hilos requeridos para conseguir una sección determinada de conductor.
- Clase 5 y 6: Máximo diámetro de cualquier hilo que componga el conductor.

### Resistencia
La máxima resistencia requerida (en ohmios/km) de cada tamaño de conductor, clase y tipo (tanto de cobre puro como con recubrimiento metálico)

## Propósito del documento

### Historia
Este documento y sus predecesores se crearon por la necesidad de estandarizar o normalizar los tamaños de los cables conductores, siendo el principal problema que no todo el cobre tiene los mismos valores de resistividad, de manera que, por ejemplo, un conductor de 4mm² de diferentes suminitradores puede tener diferentes valores de resistencia. Por eso este documento describe los conductores por su tamaño nominal.

### Tamaño nominal
Se denomina así al tamaño de un conductor determinado por su resistencia en lugar de por sus dimensiones físicas. De esta forma se puede realizar una definición normalizada de los conductores basada exclusivamente en sus características eléctricas.
Casi todas las características de los conductores, resistencia, corriente soportada, etc .., son independientes de las dimensiones físicas del conductor. Sin embargo este documento permite un sistema por el cual los tamaños de los conductores y sus dimensiones físicas guardan una relación exacta en términos de características eléctricas del conductor.